# Лудвиг Георг фон Щолберг-Ортенберг
Лудвиг Георг фон Щолберг-Ортенберг (на немски: Ludwig Georg von Stolberg-Ortenberg; * 8 октомври 1562, замък Хонщайн (Харц); † 7 ноември 1618, Ортенберг, Хесен) от род Щолберг е граф на Щолберг в Ортенберг, Росла и Форст Квестенберг.

## Произход
Той е вторият син на граф Хайнрих фон Щолберг във Вернигероде (1509 – 1572) и съпругата му графиня Елизабет фон Глайхен-Рембда (1530 – 1578), дъщеря на граф Хектор I фон Глайхен-Рембда. По-големият му брат е Бото (1559 – 1583). По-малкият му брат Христоф II (1567 – 1638) е граф в Шварца и Гедерн (1587), Росла и Форст Квестенберг (1613), в графство Хонщайн (1635). Сестра му Анна (1565 – 1601) е като Анна III абатиса на Кведлинбург (1584 – 1601).
Лудвиг Георг умира на 7 ноември 1618 г. в Ортенберг, Хесен-Дармщат, на 56 години и е погребан там.

## Фамилия
Първи брак: на 11 октомври 1589 г. в дворец Кведлинбург със Сара фон Мансфелд-Хинтерорт (* 1563; † 18 декември 1591), дъщеря на граф Фолрад V фон Мансфелд-Хинтерорт и Барбара Ройс-Плауен. Те имат един син:
- Хайнрих Фолрад (1590 – 1641), граф на Щолберг-Ортенберг, женен I. на 6 юни 1619 г. в Шраплау за графиня Катарина фон Мансфелд (1595 – 1620), II. на 26 март 1623 г. в Лаубах за графиня Маргарета фон Золмс-Лаубах (1604 – 1648)

Втори брак: на 5 юни 1596 г. с вилд и рейнграфиня Анна Мария фон Салм-Кирбург-Мьорхинген (* 10 февруари 1576; † ок. 1620), дъщеря на вилд и рейнграф Ото I фон Залм-Кирбург-Мьорхинген (1538 – 1607) и графиня Отилия фон Насау-Вайлбург (1546 – 1610). Те имат децата:
- Анна Елизабет (1597 – 1598)
- Анна Хедвиг (1599 – 1634), омъжена на 29 септември 1622 г. във Вернигероде за граф Фридрих Лудвиг фон Льовенщайн-Вертхайм-Вирнебург (1598 – 1657)
- Йохан Лудвиг (1600 – 1605)
- Доротея (1603 – 1610)
- Лудвиг Георг (1605 – 1610)
- Анна Амалия (1609 – 1671, Щутгарт)
- Анна Елизабет (1611 – 1671), омъжена на 19 февруари 1638 г. за Георг Фридрих фон Залм, вилд-рейнграф в Кирбург (1611 – 1681)
- Анна Мария (1613 – 1614)